# Obski zaljev
Obski zaljev (rus. О́бская губа́) je veliki duboki zaljev u Karskom moru na sjeveru Rusije. To je najveći estuarij na svijetu.

## Zemljopisne karakteristike
Obski zaljev leži na sjeverozapadu Sibira, između poluotoka Jamal i Gidanskog poluotoka. U njega se ulijeva rijeka Ob s velikom deltom na krajnjem zapadu, i rijeka Taz s dubokim estuarijem na istočnom kraju zaljeva. U estuarij Taza ulijeva se i Pur. Obski zaljev je jako dubok, ima čak 800 km, a širina mu varira od 32 do 97 km, dubina od 10 do 12 m.Njegova istočna obala je strma i brdovita, a zapadna niska i močvarna. Novij Port na ušću Oba u dubini zaljeva je najveća luka u zaljevu.

## Vanjske poveznice
|  | Zajednički poslužitelj ima još gradiva o temi Obski zaljev |

- Gulf of Ob na portalu Encyclopædia Britannica (engl.)